# Franz von Suppé
Franz von Suppé, hay còn được gọi là Francesco Suppé Demelli (cha của ông còn đặt tên ông là Francesco Ezechiele Ermenegildo Cavaliere di Suppé-Demelli) (1819-1895) là nhà soạn nhạc, nhạc trưởng người Áo đến từ Vương quốc Dalmatia, Đế quốc Áo-Hung (nay là một phần của Croatia). Ông được biết đến với các vở operetta. Ông là người tiên phong của thể loại operetta của Áo. Ông được chôn cất tại Zentralfriedhof.. Một số vở operetta nổi tiếng của ông gồm có Leichte Kavallerie, Boccaccio,...